# Emilio Gómez Muriel
Emilio Gómez Muriel (22 de maig de 1910, San Luis Potosí, Mèxic; 25 de gener de 1985, Mèxic DF, Mèxic) va ser un director, productor i guionista de cinema mexicà.
Estudià filosofia i lletres a la Universitat Nacional Autònoma de Mèxic (UNAM) i decidí dedicar-se al cinema després d'una visita als Estats Units. Va començar amb un documental per al departament de Belles Arts de la Secretaría de Educación Pública amb l'ajut de Fred Zinnemann. Ha estat director i guionista de gairebé 78 pel·lícules, algunes d'elles premiades fora del seu país.

## Filmografia

### Director
- El payo - un hombre contra el mundo! (1974)
- Basuras humanas (1972)
- Todos los pecados del mundo (1972)
- Los dos hermanos (1971)
- En esta cama nadie duerme (1971)
- Los corrompidos (1971)
- La buscona (1970)
- Flor de durazno (1970)
- La mentira (1970)
- Santa (1969)
- Cinco en la cárcel (1968)
- La cama (1968)
- Blue Demon destructor de espías (1968)
- El corrido del hijo desobediente (1968)
- La endemoniada (1968)
- Esclava del deseo (1968)
- Báñame mi amor (1968)
- Seis días para morir (La rabia) (1967)
- Rocambole contra la secta del escorpión (1967)
- Rocambole contra las mujeres arpías (1967)
- La perra (1967)
- La cigüeña distraída (1966)
- Me cansé de rogarle (1966)
- El fugitivo (1966)
- Nacidos para cantar (1965)
- Canta mi corazón (1965)
- Tres muchachas de Jalisco (1964)
- Tres palomas alborotadas (1963)
- Los apuros de dos gallos (1963)
- Dos gallos y dos gallinas (1963)
- Dos años de vacaciones (1962)
- Simitrio (1960)
- La estrella vacía (1960)
- 800 leguas por el Amazonas (1959)
- El caso de una adolescente (1958)
- El gallo colorado (1957)
- Llamas contra el viento (1956)
- Con quién andan nuestras hijas (1956)
- La vida tiene tres días (1955)
- Maternidad imposible (1955)
- Historia de un abrigo de mink (1955)
- Un minuto de bondad (1954)
- El joven Juárez (1954)
- Ley fuga (1954)
- Las tres Elenas (1954)
- La ladrona (1954)
- Cuatro horas antes de morir (1953)
- Padre nuestro (1953)
- Eugenia Grandet (1953)
- Un divorcio (1953)
- La mujer que tu quieres (1952)
- Carne de presidio (1952)
- Tercio de quites (1951)
- Anillo de compromiso (1951)
- Una gallega baila mambo (1951)
- Vivillo desde chiquillo (1951)
- Nosotras, las taquígrafas (1950)
- Entre tu amor y el cielo (1950)
- Pata de palo (1950)
- Sentencia (1950)
- Cuando acaba la noche (1950)
- La dama del alba (1950)
- La mujer del puerto (1949)
- Las puertas del presidio (1949)
- Arriba el norte (1949)
- La panchita (1949)
- Ojos de juventud (1948)
- El gallero (1948)
- Nocturno de amor (1948)
- Yo soy tu padre (1948)
- El ropavejero (1947)
- Crimen en la alcoba (1946)
- El sexo fuerte (1946)
- La pajarera (1945)
- La monja alférez (1944)
- La guerra de los pasteles (1944)
- Redes (1936)

### Productor
- La montaña del diablo (1975)
- Los caciques (1975)
- Basuras humanas (1972)
- Todos los pecados del mundo (1972)
- Los dos hermanos (1971) (productor associat)
- En esta cama nadie duerme (1971)
- Los corrompidos (1971)
- La buscona (1970)
- Flor de durazno (1970)
- La mentira (1970)
- Pasaporte a la muerte (1968)
- Cinco en la cárcel (1968)
- La cama (1968)
- Blue Demon destructor de espías (1968)
- El corrido de El hijo desobediente (1968)
- La endemoniada (1968)
- Esclava del deseo (1968)
- Rocambole contra la secta del escorpión (1967)
- Rocambole contra las mujeres arpías (1967)
- La perra (1967)
- Muchachos impacientes (1966)
- La mano que aprieta (1966)
- Los endemoniados del ring (1966)
- El planeta de las mujeres invasoras (1966)
- Los asesinos del karate (1965)
- Canta mi corazón (1965)
- Gigantes planetarios (1965)
- La sombra del mano negra (1964)
- Los hermanos Barragán (1964)
- Tres muchachas de Jalisco (1964)
- Neutrón contra el criminal sádico (1964)
- Tres palomas alborotadas (1963)
- Los apuros de dos gallos (1963) (productor associat)
- Neutrón contra el Dr. Caronte (1963) (sense crèdit)
- Dos gallos y dos gallinas (1963)
- Sangre sobre el ring (1962) (sense crèdit)
- Los autómatas de la muerte (1962) (sense crèdit)
- Neutrón el enmascarado negro (1962)
- Simitrio (1960)
- Dos hijos desobedientes (1960)
- 800 leguas por el Amazonas (1959)
- La venenosa (1959)
- El caso de una adolescente (1958)
- El gallo colorado (1957)
- ¡Aquí están los aguilares! (1957)
- Con quién andan nuestras hijas (1956)
- Distinto amanecer (1943)
- Flor silvestre (1942) (productor associat)
- La virgen que forjó una patria (1942)
- El tigre de Yautepec (1933) (productor associat)

### Guionista
- La mentira (1970) (adaptació)
- Santa (1969) (escriptor)
- Pasaporte a la muerte (1968) (història)
- Blue Demon destructor de espías (1968) (història)
- Rocambole contra la secta del escorpión (1967) (història)
- Rocambole contra las mujeres arpías (1967) (història)
- Me cansé de rogarle (1966) (escriptor)
- La mano que aprieta (1966) (escriptor)
- Los endemoniados del ring (1966) (guió)
- El fugitivo (1966) (història i guió)
- El planeta de las mujeres invasoras (1966) (escriptor)
- Los asesinos del karate (1965) (guió)
- Canta mi corazón (1965) (història)
- Gigantes planetarios (1965) (guió)
- La sombra del mano negra (1964) (història y guió)
- Los hermanos Barragán (1964) (adaptació)
- Tres muchachas de Jalisco (1964) (escriptor)
- Neutrón contra el criminal sádico (1964) (història i guió)
- Tres palomas alborotadas (1963) (escriptor)
- Los apuros de dos gallos (1963) (guió)
- Dos gallos y dos gallinas (1963) (història i guió)
- Dos años de vacaciones (1962) (escriptor)
- Simitrio (1960) (guió)
- La estrella vacía (1960) (escriptor)
- 800 leguas por el Amazonas (1959) (guió)
- Con quién andan nuestras hijas (1956) (guió)
- Maternidad imposible (1955) (adaptació i diàleg)
- El joven Juárez (1954) (guió)
- Ley fuga (1954) (guió)
- Padre nuestro (1953) (guió)
- Eugenia Grandet (1953) (adaptació, guió i diàleg)
- Un divorcio (1953) (guió)
- La dama del alba (1950) (escriptor)
- La mujer del puerto (1949) (escriptor)
- Las puertas del presidio (1949) (escriptor)
- La panchita (1949) (història)
- El gallero (1948) (escriptor)
- Crimen en la alcoba (1946) (guió)
- La pajarera (1945) (escriptor)
- Bésame mucho (1945) (escriptor)
- La guerra de los pasteles (1944) (adaptació i diàleg)
- La adelita (1938) (escriptor)
- Redes (1936) (escriptor)

### Muntatge
- Historia de un gran amor (1942)
- Els tres mosqueters (Los tres mosqueteros) (1942)
- Alejandra (1942)
- Cuando viajan las estrellas (1942)
- La abuelita (1942)
- Las cinco noches de Adán (1942)
- Mi viuda alegre (1942)
- La gallina clueca (1941)
- La casa del rencor (1941)
- El gendarme desconocido (1941)
- ¡Ay, qué tiempos, señor Don Simón! (1941)
- Lo que el viento trajo (1941)
- El rápido de las 9.15 (1941)
- El capitán Centellas (1941)
- El zorro de Jalisco (1941)
- ¡Que viene mi marido! (1940)
- Los de abajo (1940)
- Miente y serás feliz (1940)
- Una luz en mi camino (1939)
- La noche de los mayas (1939)
- Juntos, pero no revueltos (1939)
- Juan sin miedo (1939)
- María (1938)
- Mientras México duerme (1938)
- Refugiados en Madrid (1938)
- La adelita (1938)
- Adiós Nicanor (1937)
- Jalisco nunca pierde (1937)
- Redes (1936)

### Supervisor de Producció
- Flor silvestre (1943)

## Premis
Medalles del Cercle d'Escriptors Cinematogràfics
| Any  | Categoria                          | Pel·lícula | Resultat   |
| ---- | ---------------------------------- | ---------- | ---------- |
| 1961 | Millor pel·lícula hispanoamericana | Simitrio   | Guanyadora |

Premi Perla del Cantàbric al Festival Internacional de Cinema de Sant Sebastià 1960 per Simitrio.